# Nordpark Düsseldorf

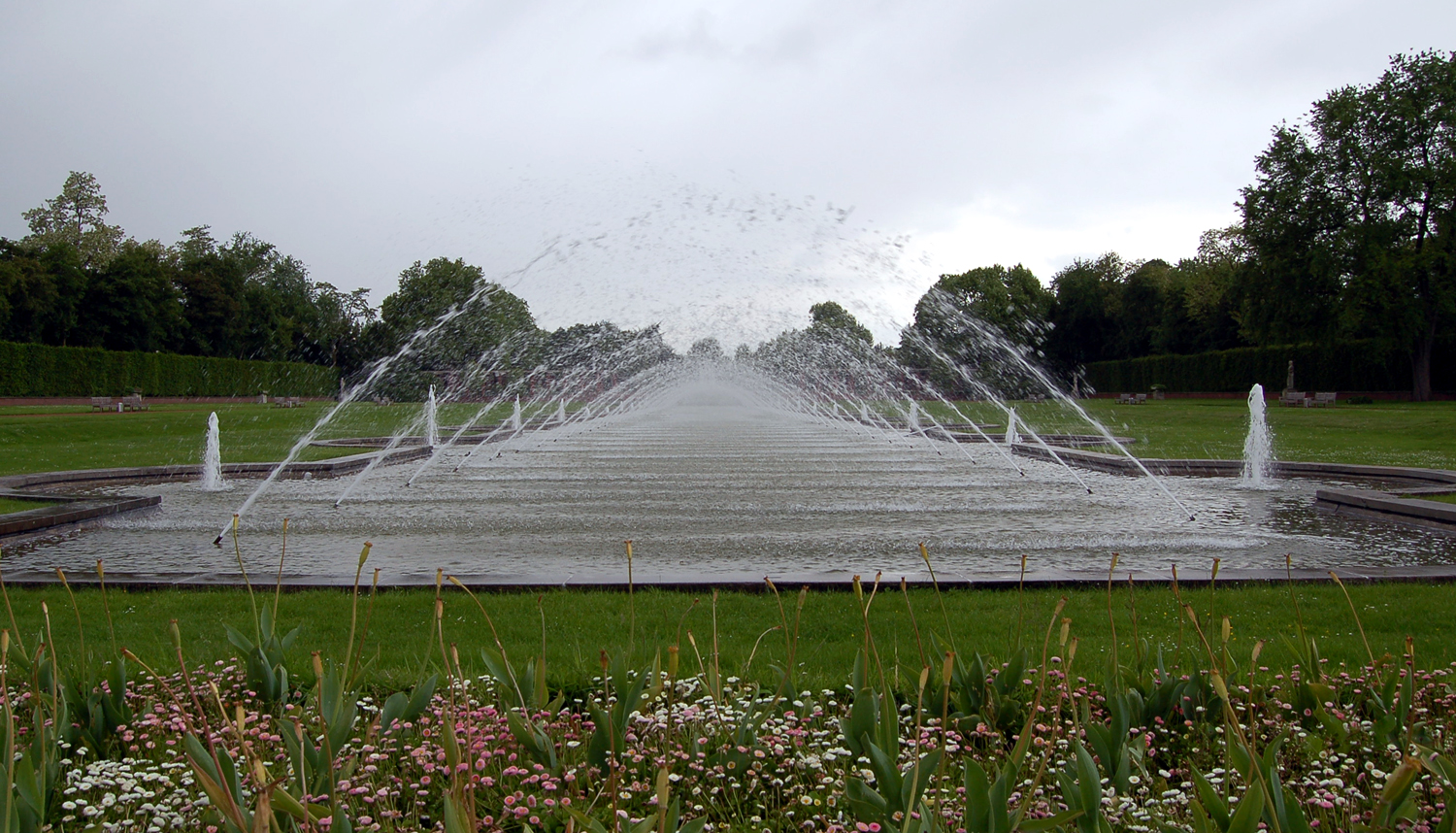
Wasserbecken am Eingang des Parks

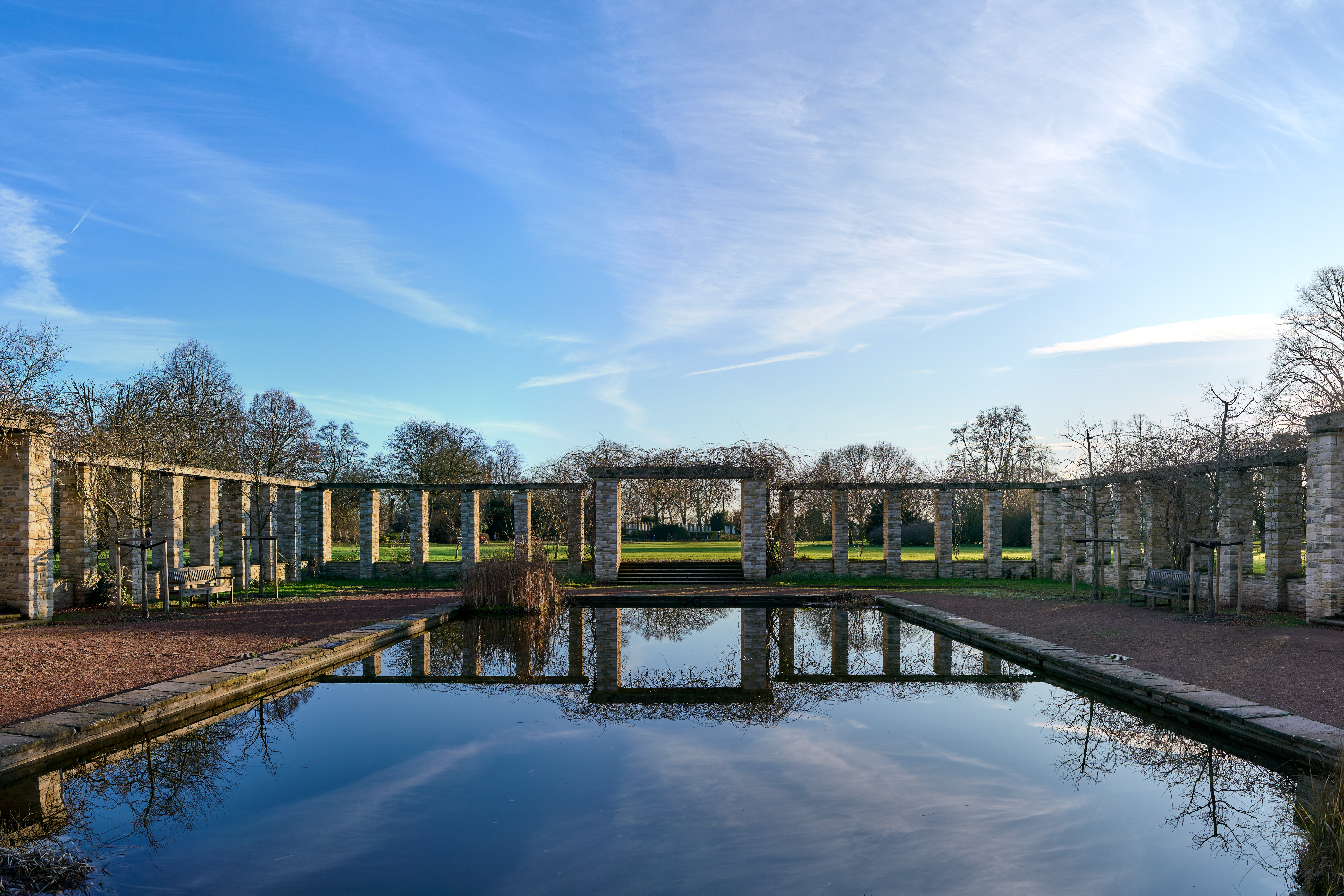
Wasserbecken im Seerosengarten

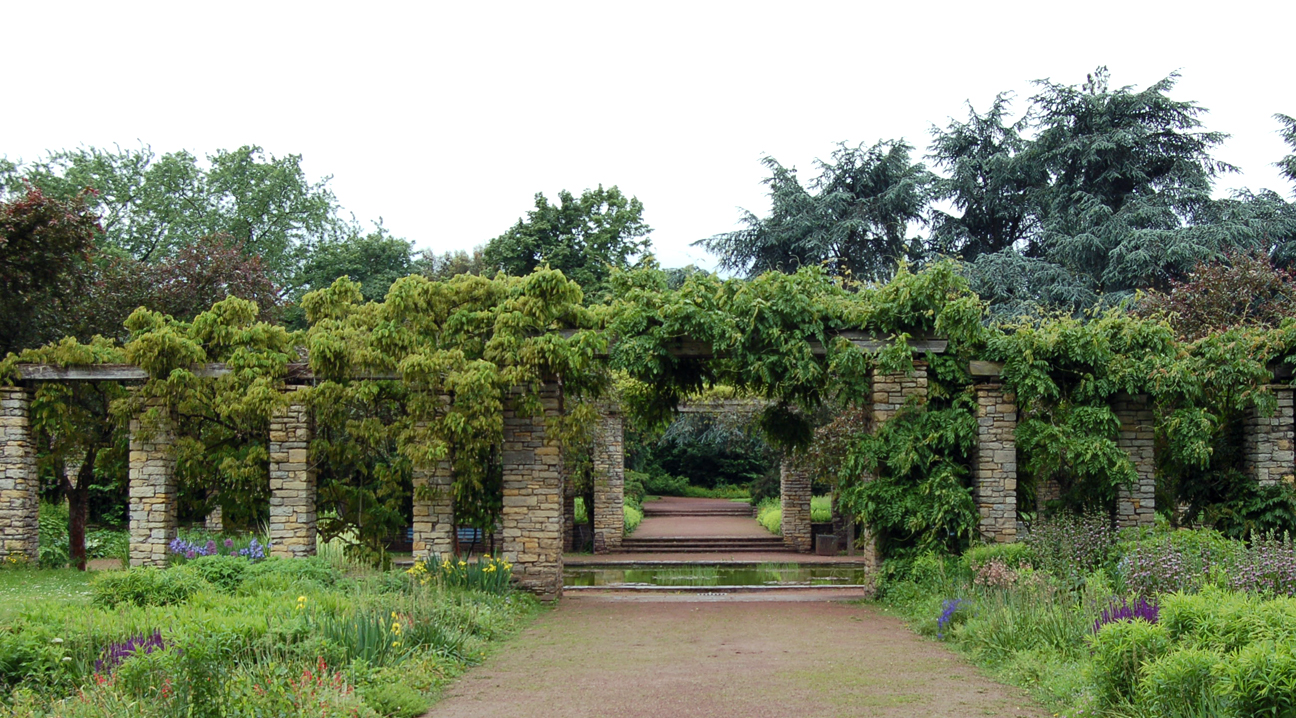
Eingang zum Seerosengarten

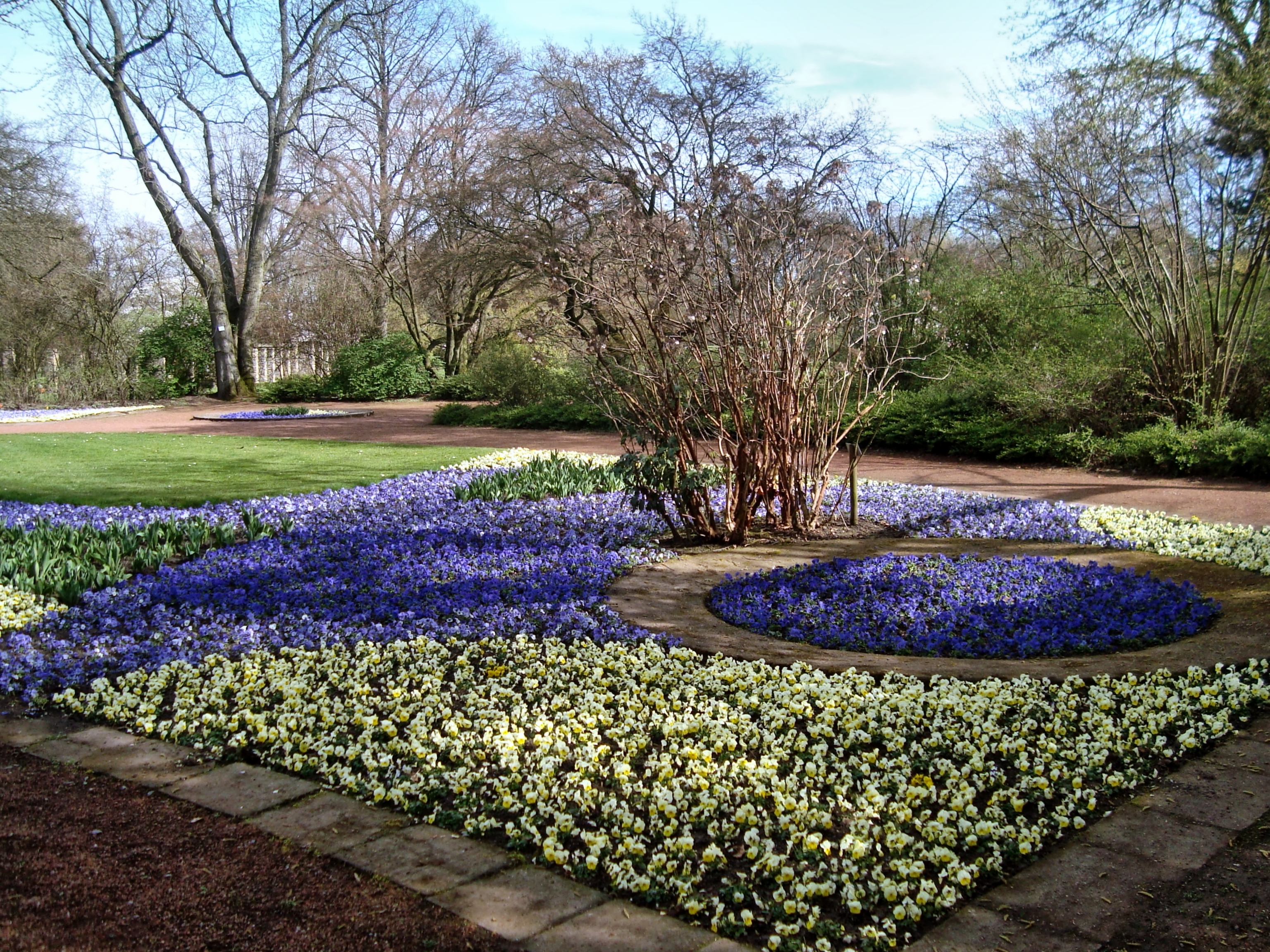
Frühjahrsbepflanzung

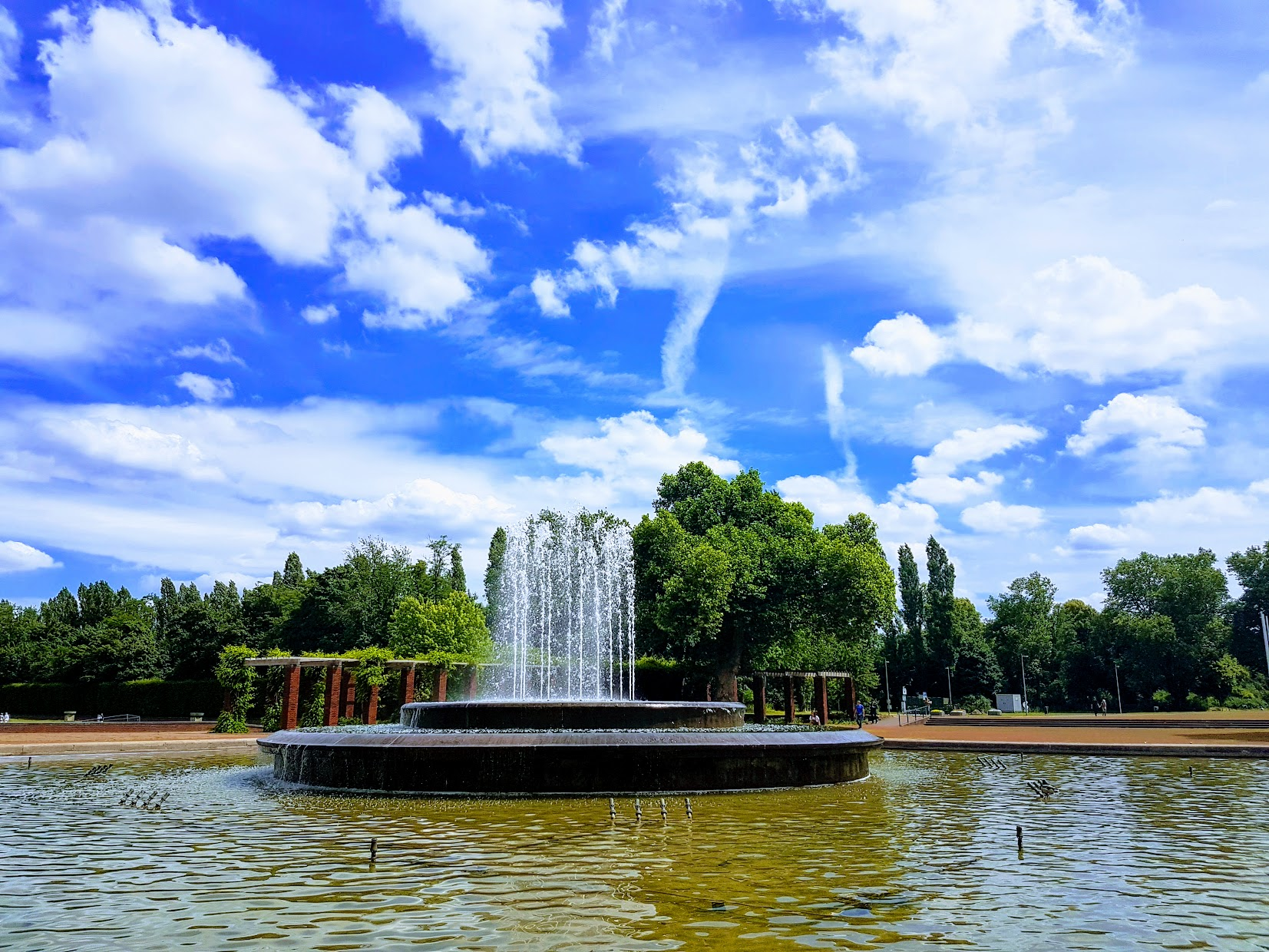
Brunnen mit Wasserspiel

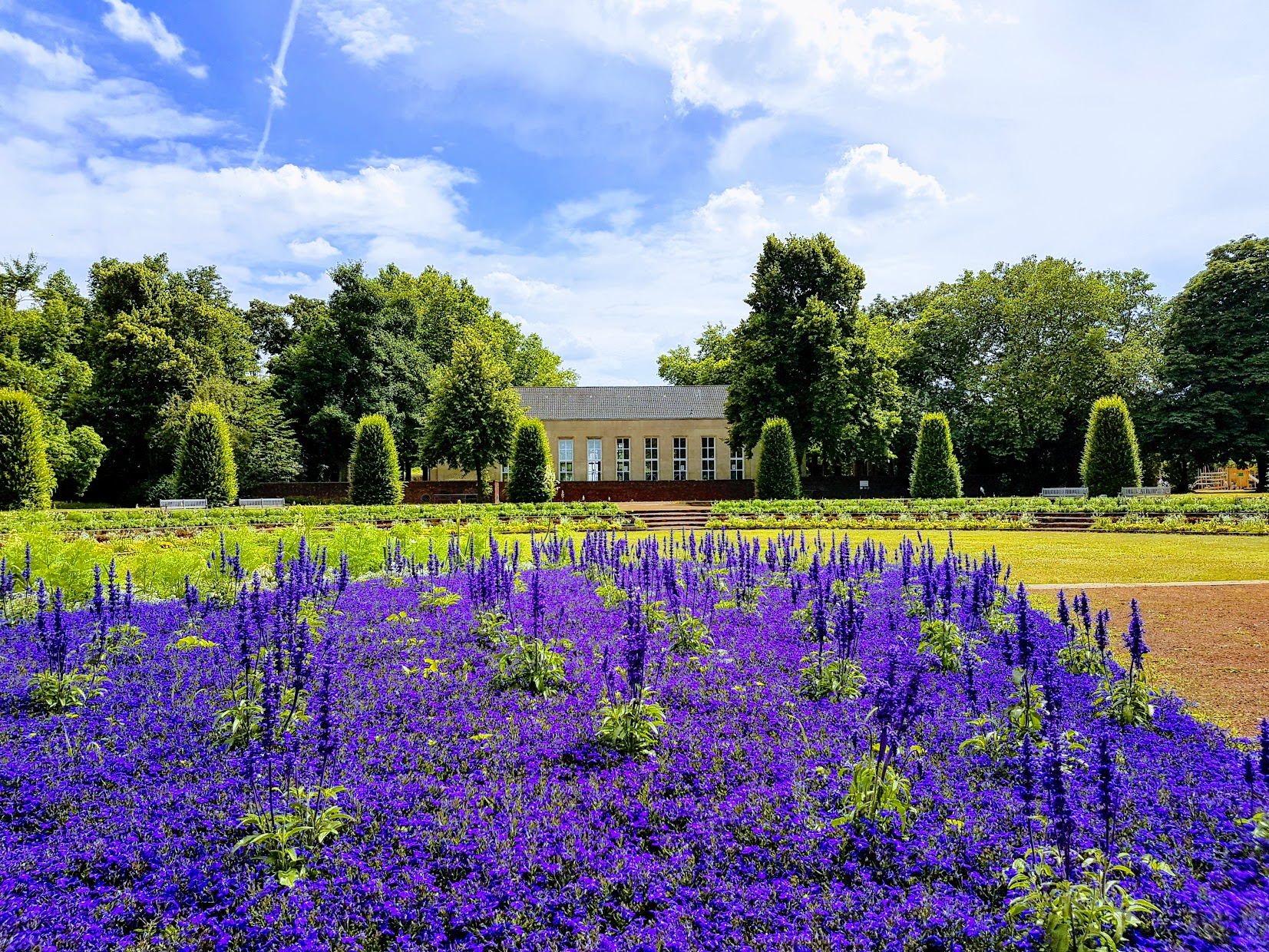
Kreisförmiges Blumenbeet (ehemaliger Tanzring)

Der Nordpark in Düsseldorf ist eine öffentliche Grünanlage im Stadtteil Stockum. Er wurde 1936 für die Reichsausstellung Schaffendes Volk, eine Propagandaausstellung der Nationalsozialisten, geplant und 1937 eröffnet. Der Haupteingang liegt an der Kaiserswerther Straße, ein weiterer Eingang auf der Rheinseite an der Rotterdamer Straße.
Der Park ist 36,6 ha groß. Wasserspiele, Rasenflächen, Bäume, unterschiedlich bepflanzte Abschnitte, Rabatten und ein japanischer Garten sind Teile einer vielfältigen Gestaltung. Im Park sind Tische und Stühle vorhanden, die die Besucher nach Bedarf umstellen und zum Verweilen nutzen können.
Das Gebäude des Aquazoo – Löbbecke Museums wurde 1987 im Parkgelände erbaut.

## Aufteilung des Parks

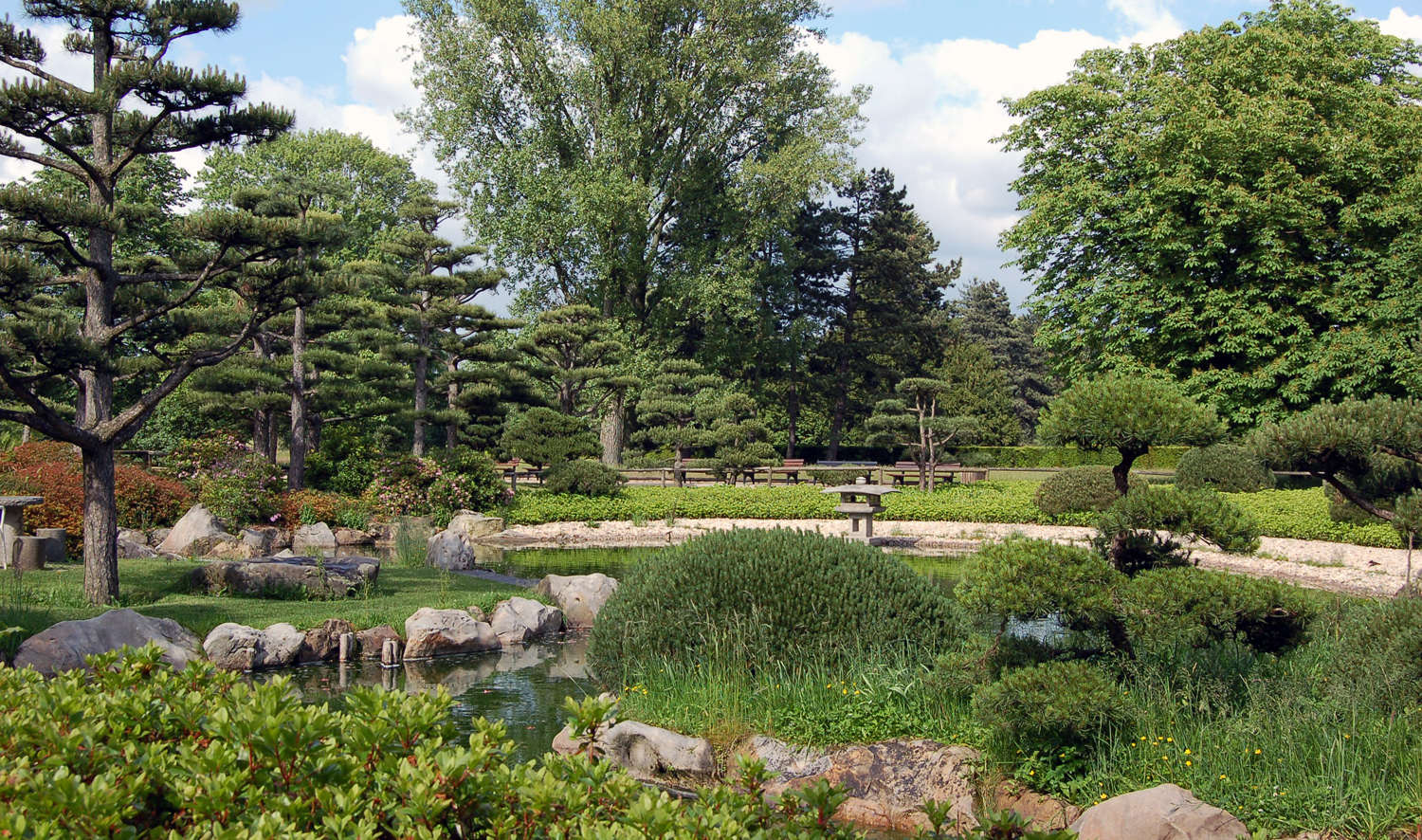
Japanischer Garten

Breite Wege führen durch den Park, in dem große, von Bäumen gesäumte Rasenflächen die einzelnen Gartenbereiche voneinander trennen. Neben streng geometrisch bepflanzten Blumenbeeten bietet der Park auch thematische Teilgärten wie den Seerosengarten (auch Wassergarten genannt), dessen Wasserbecken von schattenspendenden Säulen umgeben ist.
Der Eingang des Parks wird durch die größten Wasserspiele Düsseldorfs geprägt. Über ein 170 Meter langes Becken mit quer sprühenden Fontänen blickt der Besucher auf einen großen Springbrunnen, gespeist aus insgesamt 160 Düsen.
Das neben dem Springbrunnen errichtete „Ballhaus“ dient jungen Künstlern als Ausstellungshalle. Die Britische Rheinarmee nutzte das Gebäude für den Ballsport, daher der Name Ballhaus. Die neoklassizistische Gartenhalle wurde vom Architekten Fritz Becker erbaut und ersetzte das Café der Konditoren-Innung auf der Ausstellung Schaffendes Volk. Eine Erinnerung an die frühe Zeit des Nordparkes ist auch die große runde Wiesenfläche hinter dem Ballhaus, mit der umgebenden Blumenbepflanzung am Eingang Stockumer Kirchstraße. Sie diente 1937 als „Tanzring“.

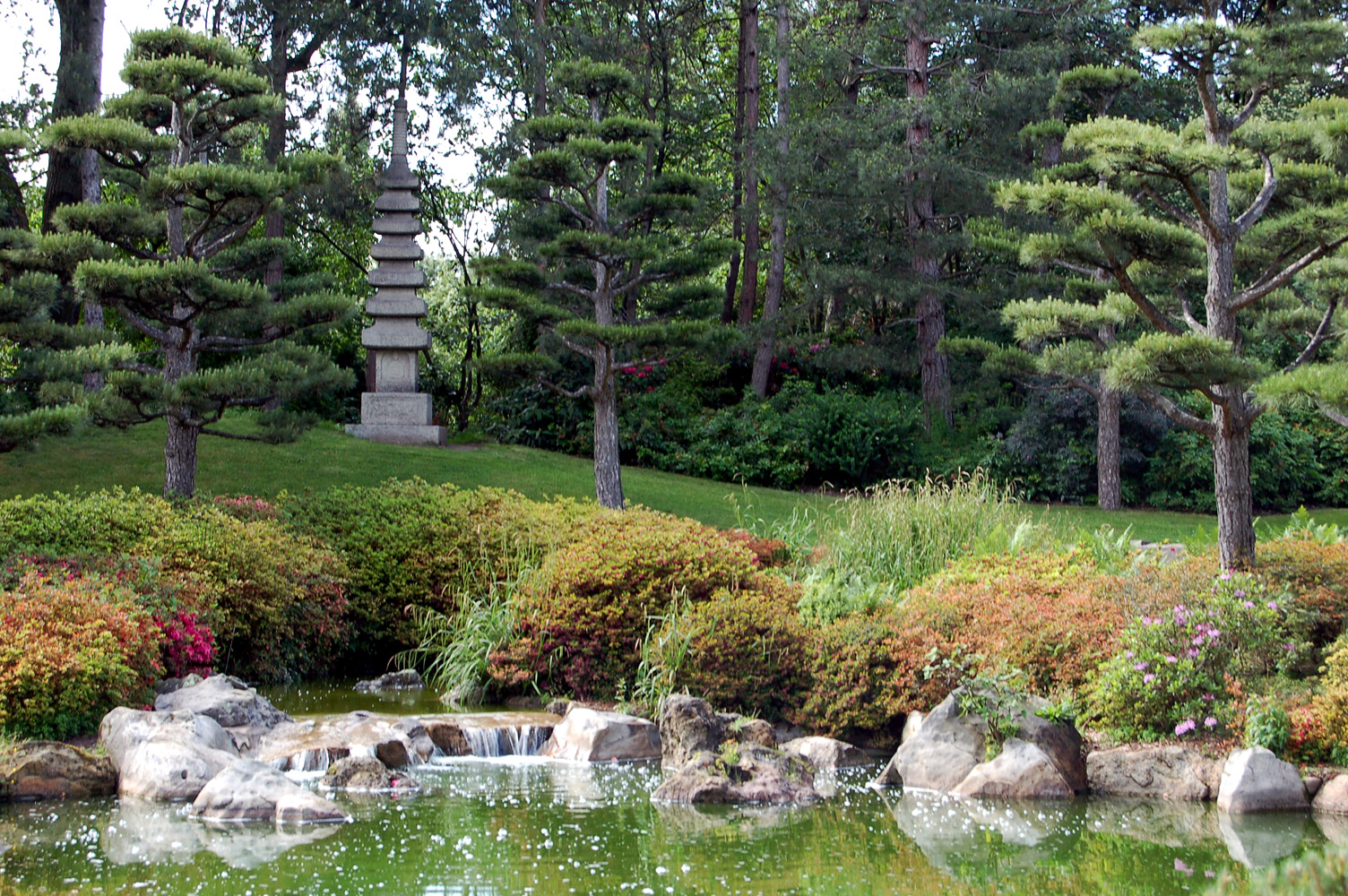
Japanischer Garten

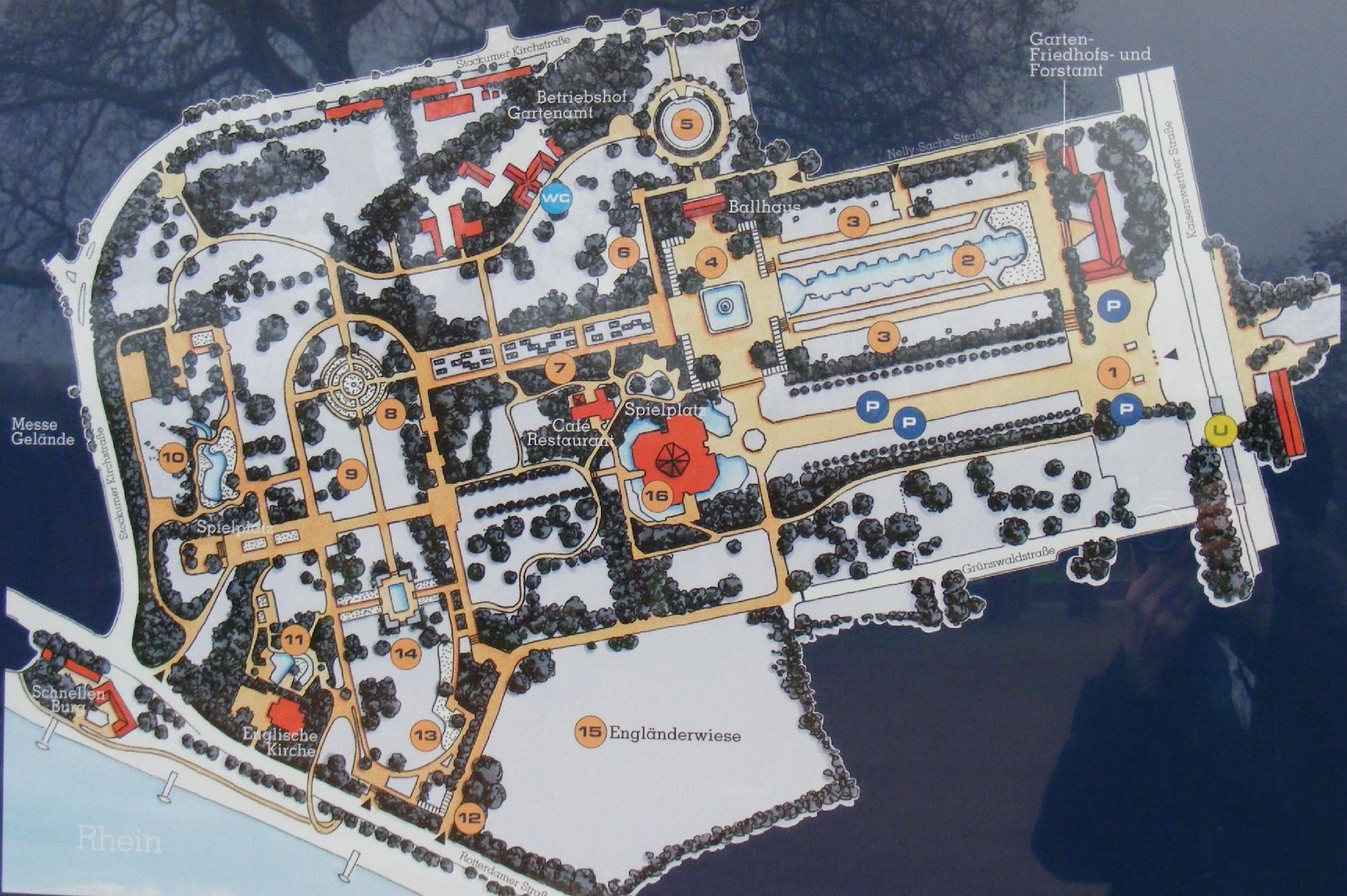
Lageplan mit einer Übersicht über heutige Parknutzungen

Ein „Japanischer Garten am Rhein“ im Nordpark wurde 1975 von der japanischen Gemeinde in Düsseldorf der Bevölkerung übergeben. Ein eigens zu diesem Zweck gegründeter Verein investierte 1,9 Millionen DM, um den 5000 m² großen Garten fertigzustellen. Er wurde von Iwaki Ishiguro und dessen Sohn entworfen und von ihm und sechs weiteren Gärtnern angelegt. Sie folgten dabei dem Typ des Teichgartens. Ein Weg führt um ein kleines Gewässer mit einem künstlichen Bachzulauf, einer symbolischen Schiffsanlegestelle und einer Insel und bietet unterschiedliche Ansichten des Gartens. Beschnittene Schwarzkiefern und Fächerahorne bestimmen die äußeren Zonen. Der Garten erhält alle vier bis sechs Jahre intensive Pflege von japanischen Gärtnern, die laufende Pflege und Instandhaltung erfolgt durch Mitarbeiter der Stadt Düsseldorf.

## Geschichte

### Vorgeschichte
Unweit des Rheinufers, lag auf dem Gelände seit 1915 die sogenannte „Neue Akademie“ bzw. „Neue Kunstakademie“ an der Menzelstraße. Diese verlief von der Grünewaldstraße bis zur Stockumer Kirchstraße. 1913 bis 1922 war das Hauptgebäude der „Neuen Kunstakademie“ nach Plänen des Architekten Karl Wach in Düsseldorf-Stockum erbaut worden, zur Reichsausstellung Schaffendes Volk 1937 umgebaut und 1974 abgerissen, Standort des heutigen Aquazoos.
Auf dem Schaubild von Düsseldorf am Rhein bei Stockum von 1912 sieht man im Vordergrund rechts die ehemalige Jägersche Fabrik und einen Teil der damaligen städtischen Reinigungsanlage. Den südlichen Abschluss des 52 Morgen umfassenden Geländes bildete ein etwa von Westen nach Osten verlaufender Weg mit der „Neue Kunstakademie“ (X). In das Gelände der Akademie war die alte Schnellenburg einbezogen, die am Rhein neben der chemischen Fabrik stand. Im Hintergrund des Schaubildes sieht man die nach Kaiserswerth führende Chaussee, rechts die damalige Luftschiffhalle und links die Türme von Kaiserswerth.

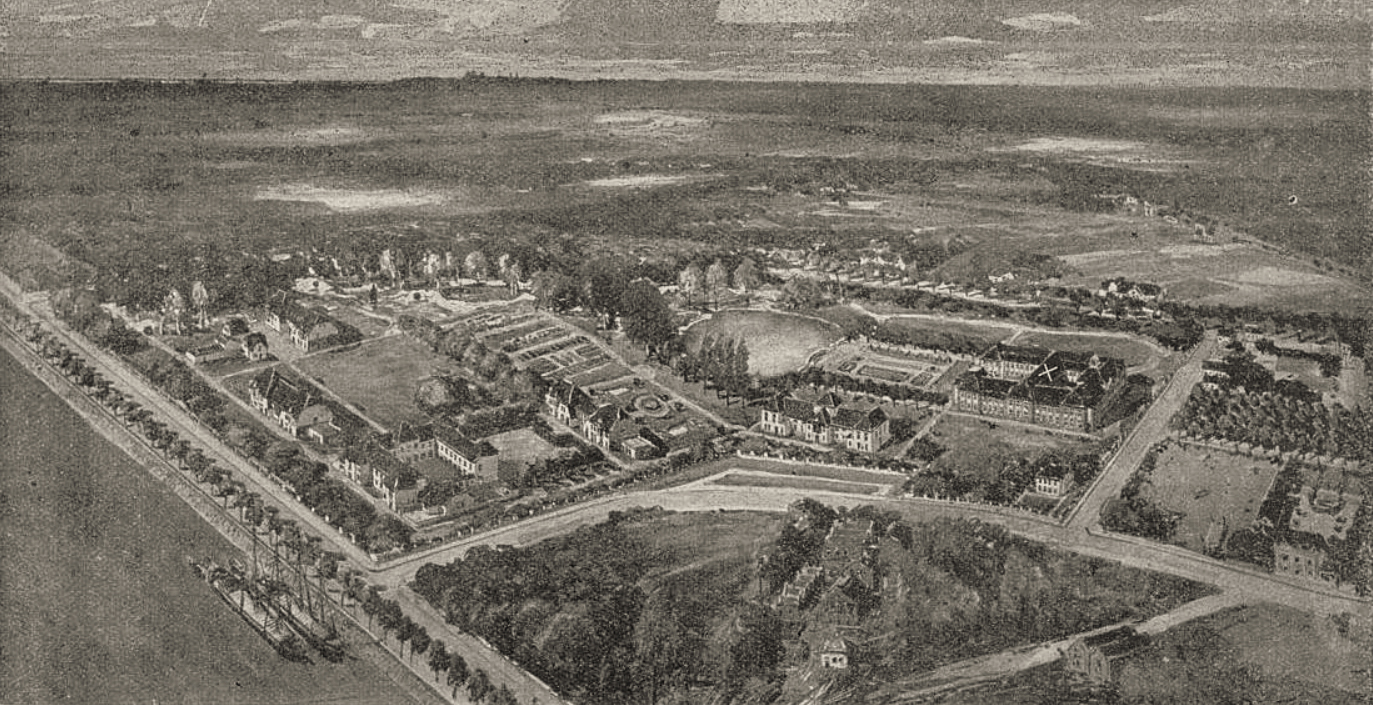
Schaubild Düsseldorf am Rhein bei Stockum von 1912.
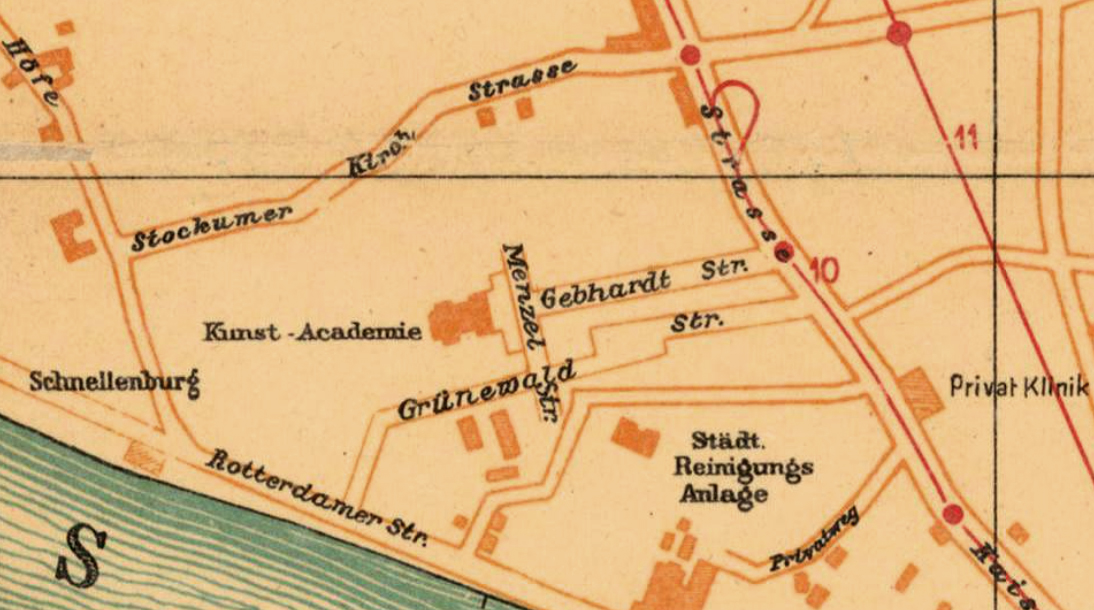
Kartenausschnitt von 1929
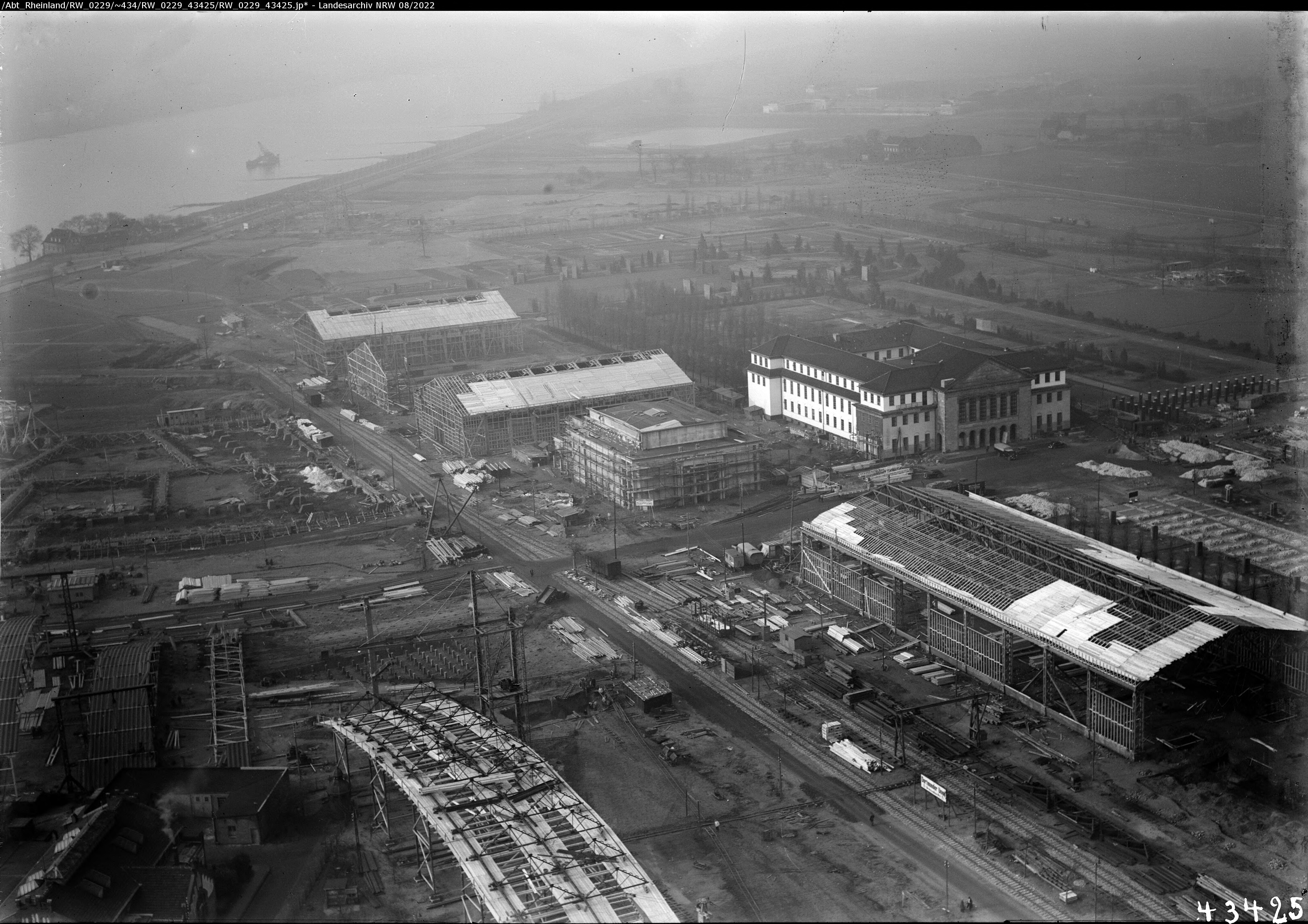
Aufbau „Ausstellung Schaffendes Volk“, Düsseldorf-Stockum, Hansa Luftbild 1936

### Bauzeit
Der Gartenamtsdirektor Willi Tapp plante den Park 1936 auf dem brachliegenden Gelände mit klaren Haupt- und Nebenachsen, die zu unterschiedlich ausgestalteten Parkteilen führen. Die Planung des Parks orientierte sich an einer gedachten „Mahnmalachse“, die den Park entlang des Wasserbeckens mit der 1931 errichteten Schlageter-Gedenkstätte auf dem Nordfriedhof verband. Um von Anfang an einen beeindruckenden Baumbestand zu integrieren, wurden mehrere hundert große Bäume vom Nordfriedhof und aus anderen öffentlichen und privaten Parks verpflanzt.

### Reichsausstellung „Schaffendes Volk“
Die Reichsausstellung Schaffendes Volk war eine Garten-, Industrie- und Siedlungsschau, die am 8. Mai 1937 eröffnet wurde. Neben dem Nordpark zählten auch die Wilhelm-Gustloff-Siedlung und die Schlageter-Siedlung, die als Mustersiedlungen die Ideale der nationalsozialistischen Wohn- und Verkehrsvorstellungen widerspiegelten, zum Ausstellungsgelände. Die Reichsausstellung zählte etwa 6,9 Millionen Besucher.
Die Skulpturen des Parks bildeten einen wesentlichen Teil der Reichsausstellung. Ergänzt wurden die Skulpturen, Pavillons, Grün- und Brunnenanlagen durch „Licht-, Fahnen- und Wasserspiele“ des Bühnenbildners und Architekten Walter von Wecus.

#### Die Rossebändiger

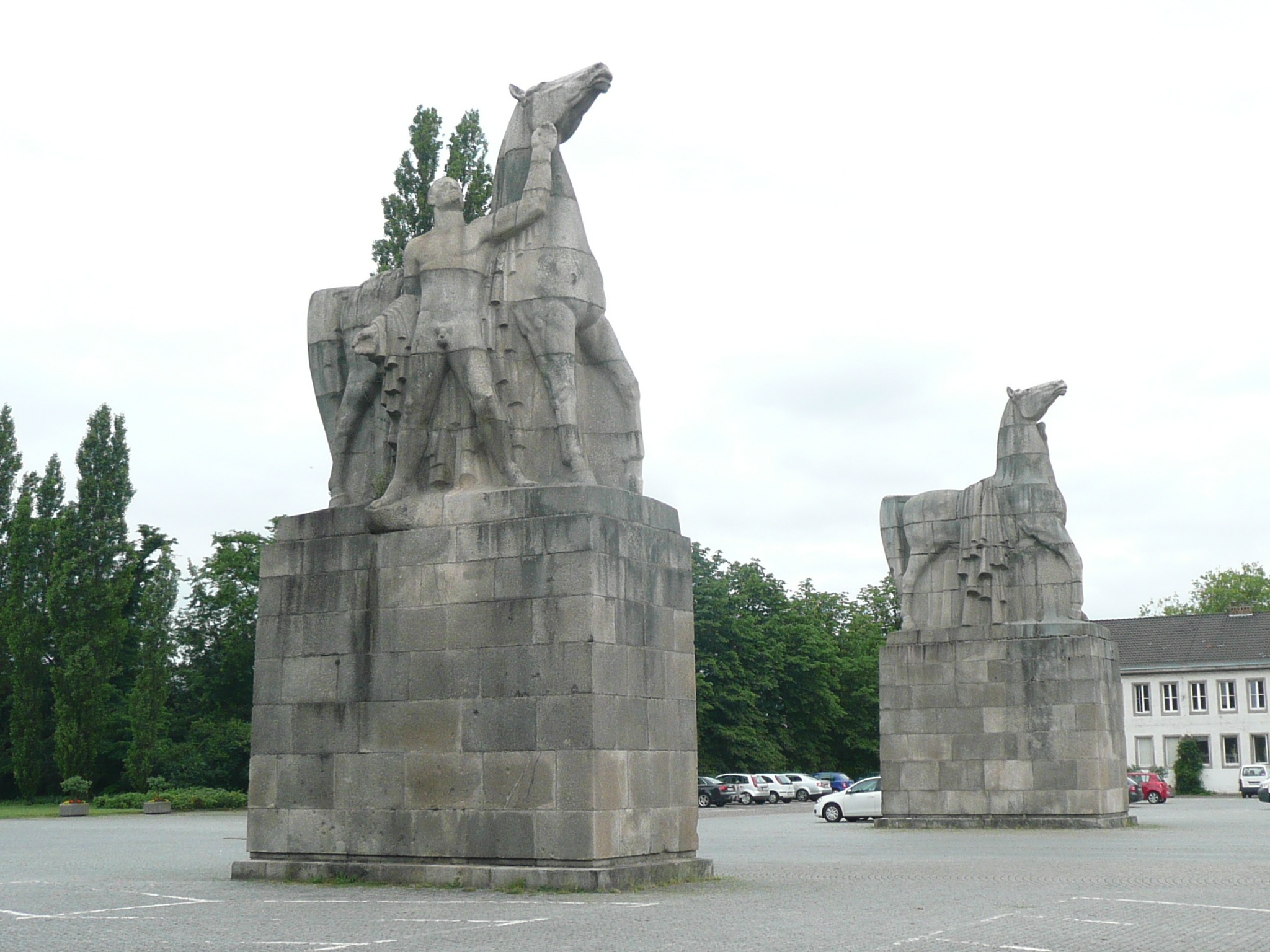
Rossebändiger

Die „Rossebändiger“, die als Zitat des römischen Dioskurenbrunnens mit den Rossebändigern Kastor und Pollux das monumentale Eingangsportal der Ausstellung bildeten, wurden nach einer Idee von Peter Grund, dem damaligen Direktor der Kunstakademie Düsseldorf, von Edwin Scharff geschaffen. Zu ihrer Entstehungszeit auch als „Rossehalter“, „Rosseführer“, „Roßhalter“ oder „Rosselenker“ bezeichnet, führten sie bereits während der Planungszeit zu Unmut, da die Stadt Düsseldorf nicht bereit war, die Finanzierung der Skulpturen in der von Scharff gewünschten Höhe zu tragen. Beide Parteien einigten sich auf einen Preis von 60.000 Reichsmark, die Kosten für die Skulpturen aus jeweils 56 m³ Granit stiegen jedoch auf 135.000 Reichsmark. Wegen Streitigkeiten mit den beschäftigten Steinmetzen und verzögerter Abwicklung konnten die Skulpturen bis zur Ausstellungseröffnung am 1. Mai 1937 nicht fertiggestellt werden. Die linke Figur war in Anfängen bearbeitet, die rechte bestand noch aus den unbehandelten, vom Steinbruch angelieferten und nur grob zusammengesetzten Blöcken. Scharff erhielt deutliche Kritik für die unfertige Arbeit. Auch auf das Ansehen und die Karriere des Düsseldorfer Kulturdezernenten Horst Ebel, in dessen Verantwortungsbereich die Überwachung der Termin- und Linientreue des künstlerischen Schaffens lag, wirkte sie sich nachteilig aus. Der Reichsminister für Volksaufklärung und Propaganda Joseph Goebbels beschrieb die Plastik in seinem Tagebuch als „scheußlich“. Die Düsseldorfer Nachrichten spotteten im Rückblick, die Plastiken der Rossbändiger repräsentierten „das unfertige Werk […] des schaffenden Volkes“.
Zu einem Eklat kam es, als Fotografien der monumentalen „Rossebändiger“ auf der Ausstellung „Entartete Kunst“ in München gezeigt wurden. Die Fotos zeigten die Rosse, die stolz ihr Haupt gen Himmel strecken, sie scheinen sich ihren nahezu zurückgedrängten Bändigern zu widersetzen. Obwohl die Fotos mit dem Hinweis auf ein Versehen aus der Ausstellung entfernt wurden, erhielt Edwin Scharff Berufsverbot und durfte nicht mehr an der Kunstakademie Düsseldorf unterrichten.
Den „Rossebändigern“ blieb der Abbau wegen ihrer Größe erspart. 1938 begannen weitere Arbeiten an der linken Figur mit dem Ziel, die Skulptur runder und plastischer zu gestalten. Bis 1940 wurde auch die zweite Figur fertiggestellt.
Ähnliche Skulpturen, genannt „Die Rosseführer“, schuf der von Adolf Hitler hochgeschätzte Münchner Bildhauer Joseph Wackerle 1936 für das Außengelände des Berliner Olympiastadions.

#### Die Ständischen
Entlang des Wasserbeckens waren zwölf Skulpturen, genannt „Die Ständischen“, aufgestellt, die die Berufe und Stände des „schaffenden Volkes“ repräsentieren sollten. Sie wurden von den Düsseldorfer Bildhauern Hans Breker (ein Bruder von Arno Breker), Ernst Gottschalk, Willi Hoselmann, Robert Ittermann, Erich Kuhn, Josef Daniel Sommer, Kurt Zimmermann, Alexander Zschokke und Alfred Zschorsch geschaffen.
Der öffentliche Wirbel um die Rossebändiger führte dazu, dass auch die anderen Skulpturen besondere Beachtung fanden. Obwohl die Ausführung der Arbeiten regelmäßig kontrolliert wurde und die Künstler wiederholt Mängel ausbessern mussten, wurden die Figuren vor dem Besuch Adolf Hitlers, der am 2. Oktober 1937 stattfand, wegen mangelhafter künstlerischer Ausführung entfernt.
Vier der Skulpturen wurden 1941 wieder am Wasserbecken aufgestellt, auf die leer verbliebenen Sockel wurden Blumenschalen gesetzt. „Der Fischer“ wurde 2006 aus dem Privatbesitz des Neusser Steinmetzes Kuhn an die Stadt übergeben, „Die Schäferin“ war vor einer Kindertagesstätte in Benrath aufgestellt. Beide kamen 2006 wieder an ihren alten Platz im Nordpark zurück, die übrigen sechs Skulpturen gelten als verschollen.
Erhalten blieb hingegen die nicht zum Kreis der „Ständischen“ zählende Skulptur „Die Sitzende“ von Johannes Knubel, die sich weiterhin im Rosengarten des Nordparks befindet.

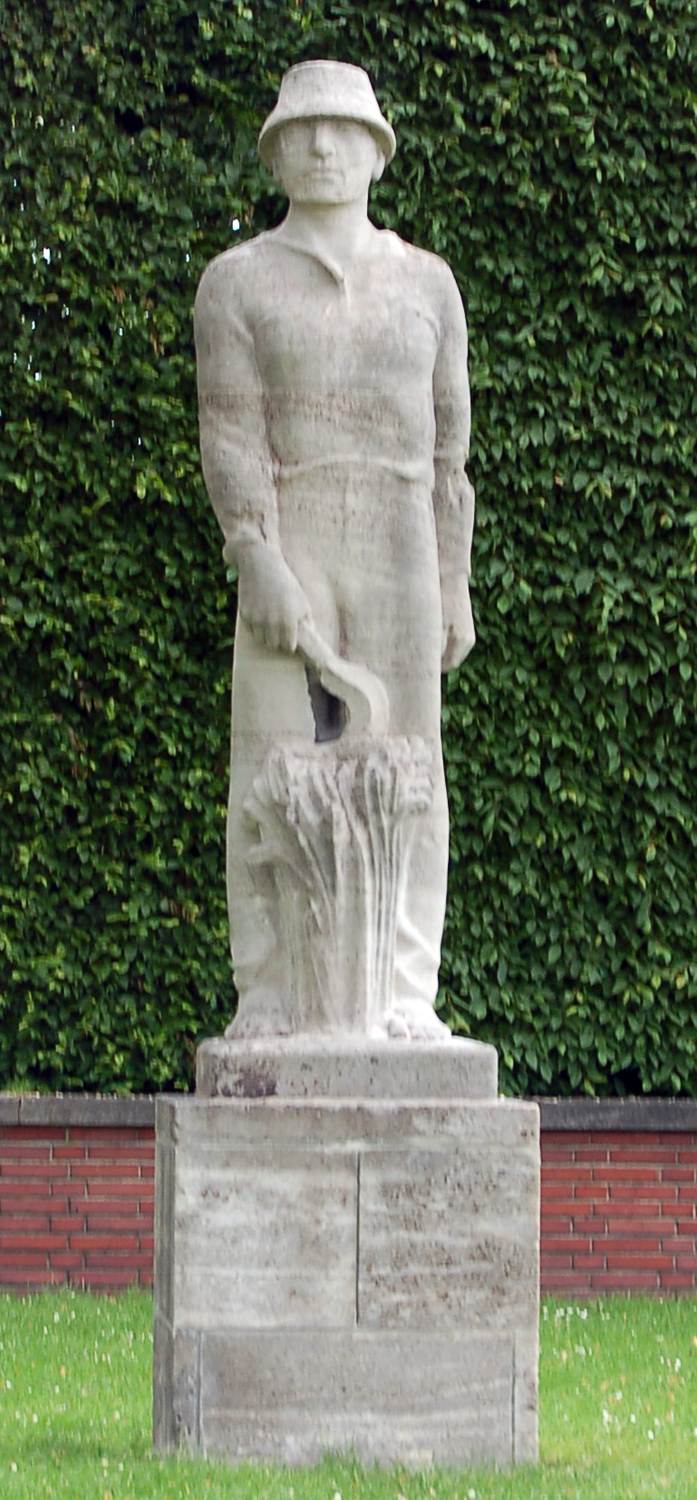
Bauer von Kurt Zimmermann
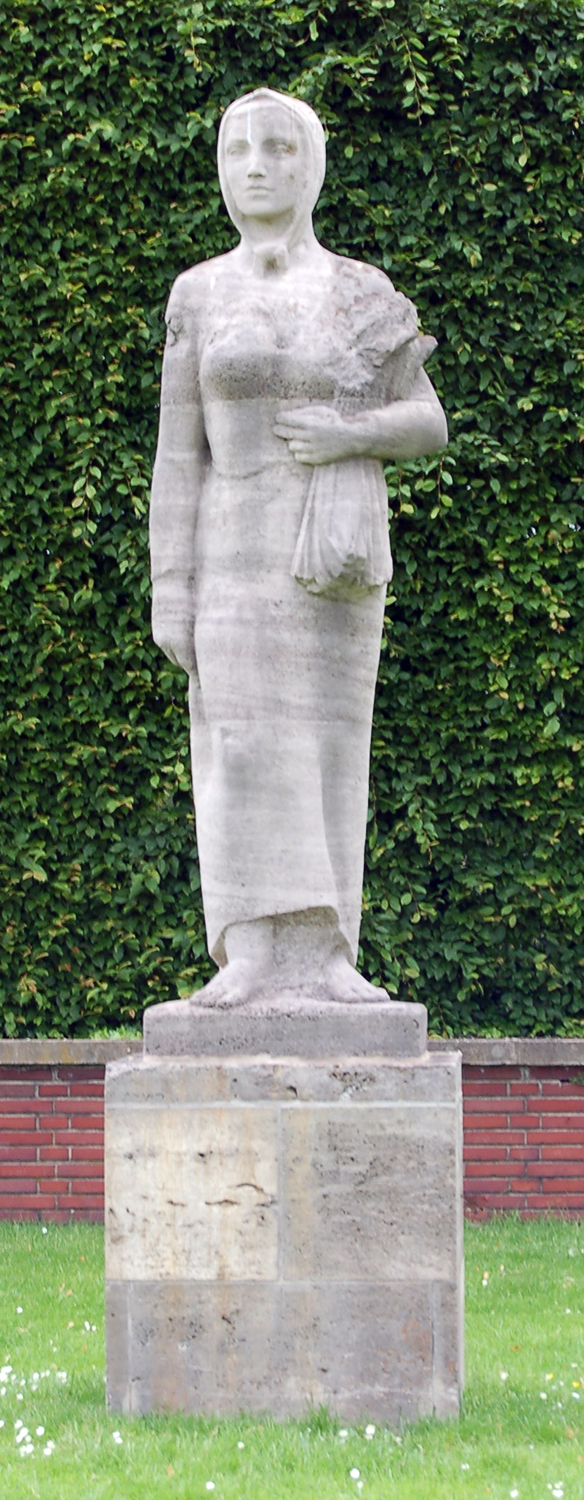
Bäuerin von Kurt Zimmermann
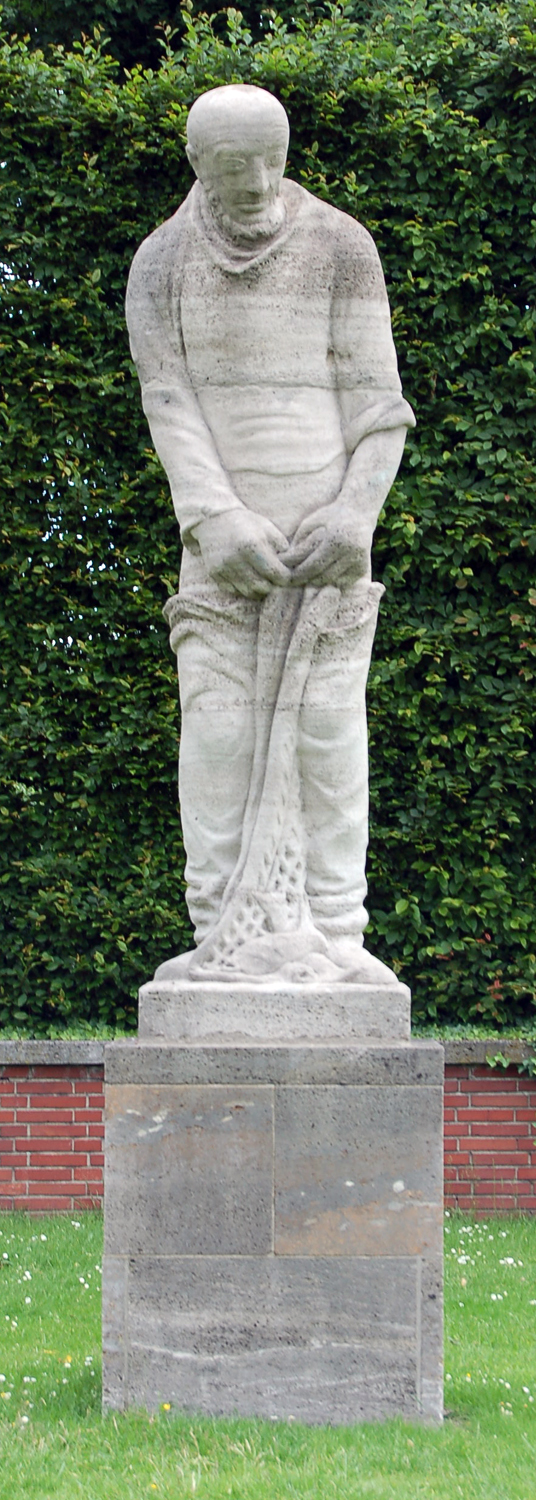
Fischer von Alexander Zschokke
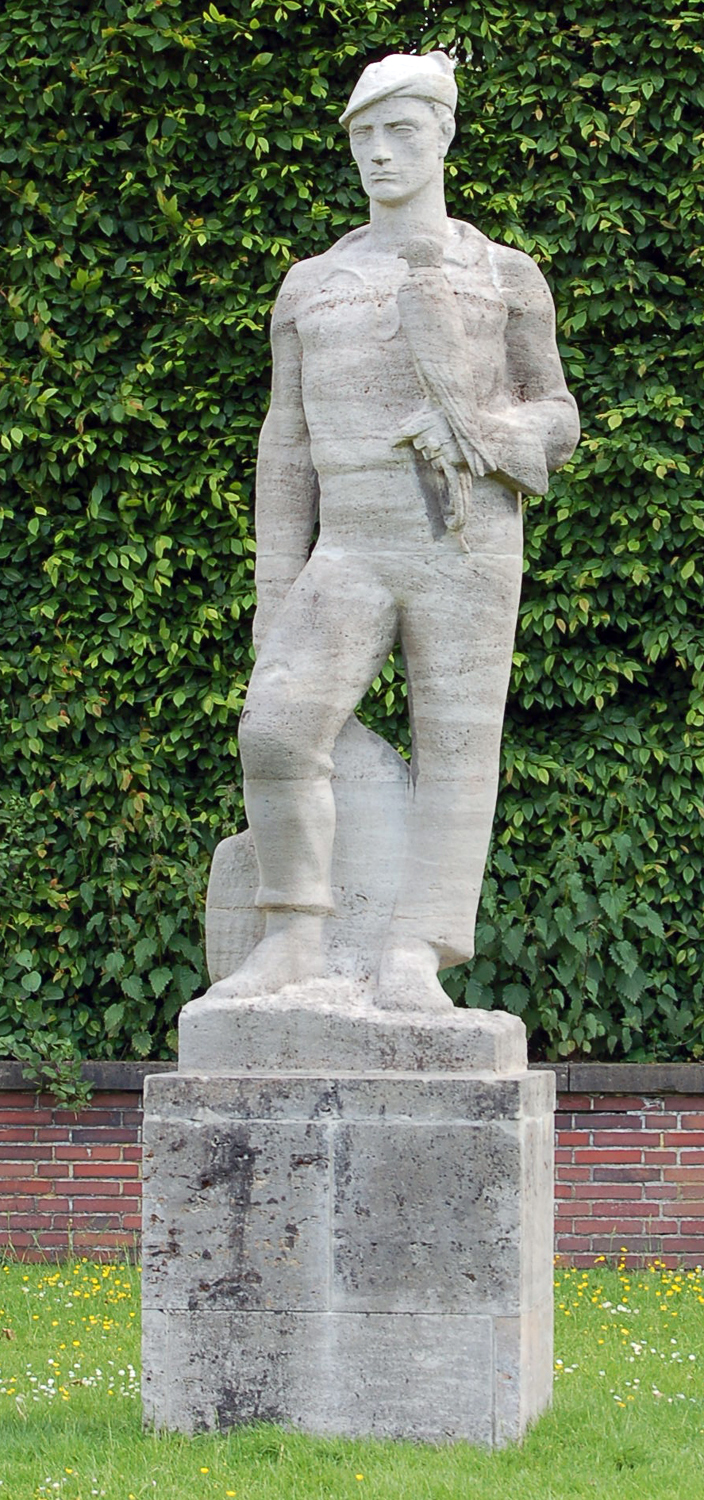
Falkner von Willi Hoselmann
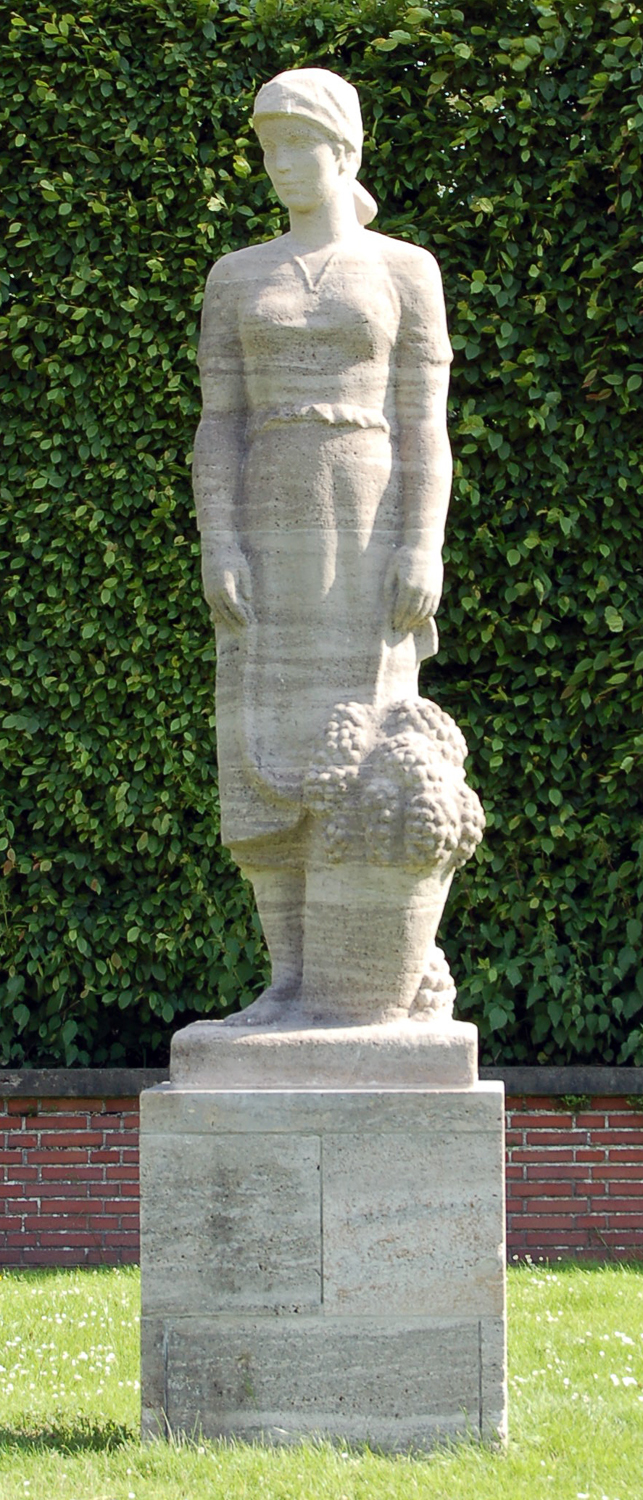
Winzerin von Alfred Zschorsch
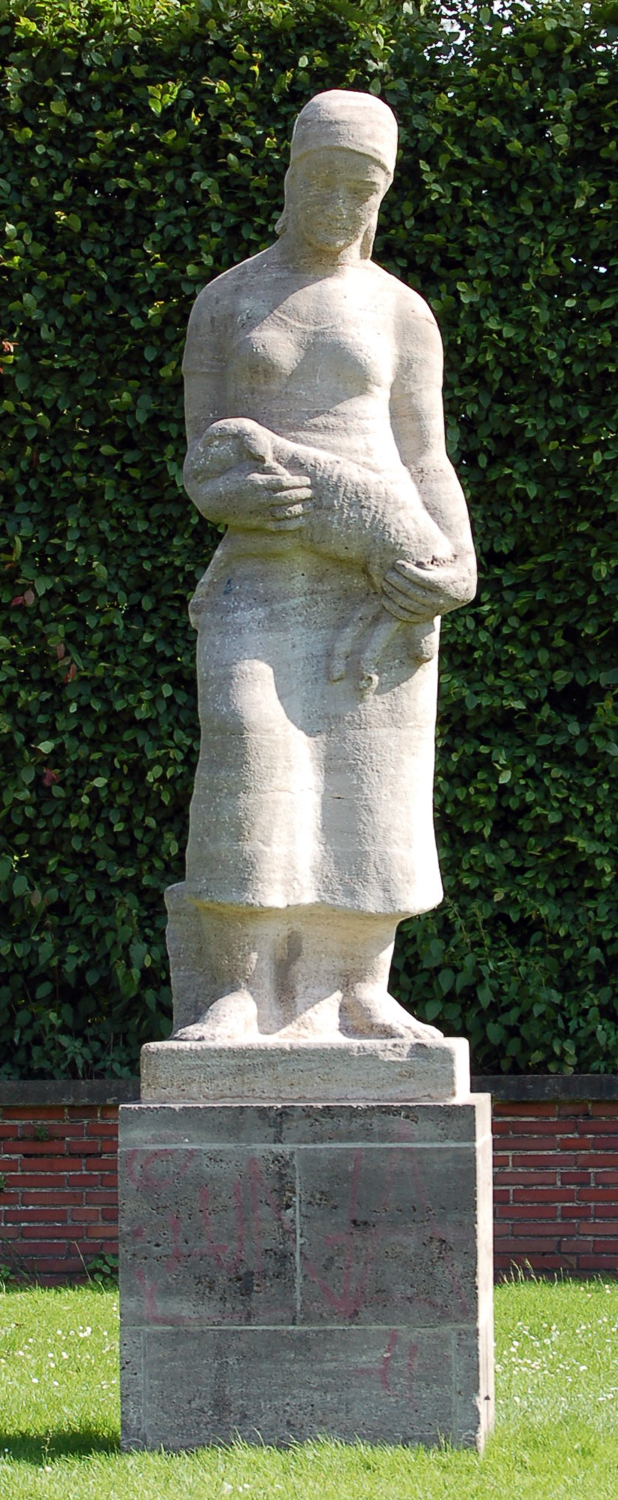
Schäferin von Robert Ittermann
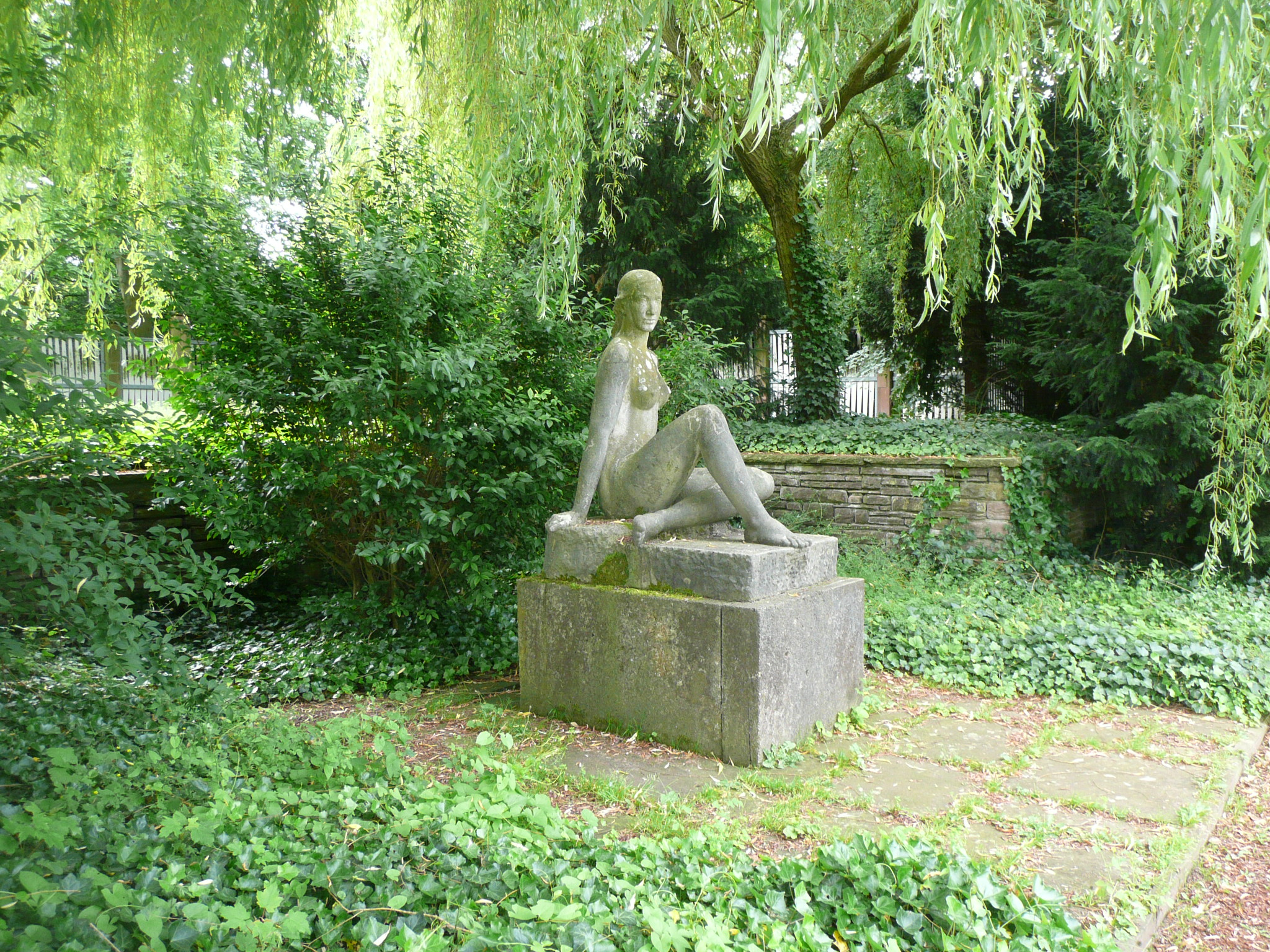
Die Sitzende von Johannes Knubel

### Nachkriegszeit

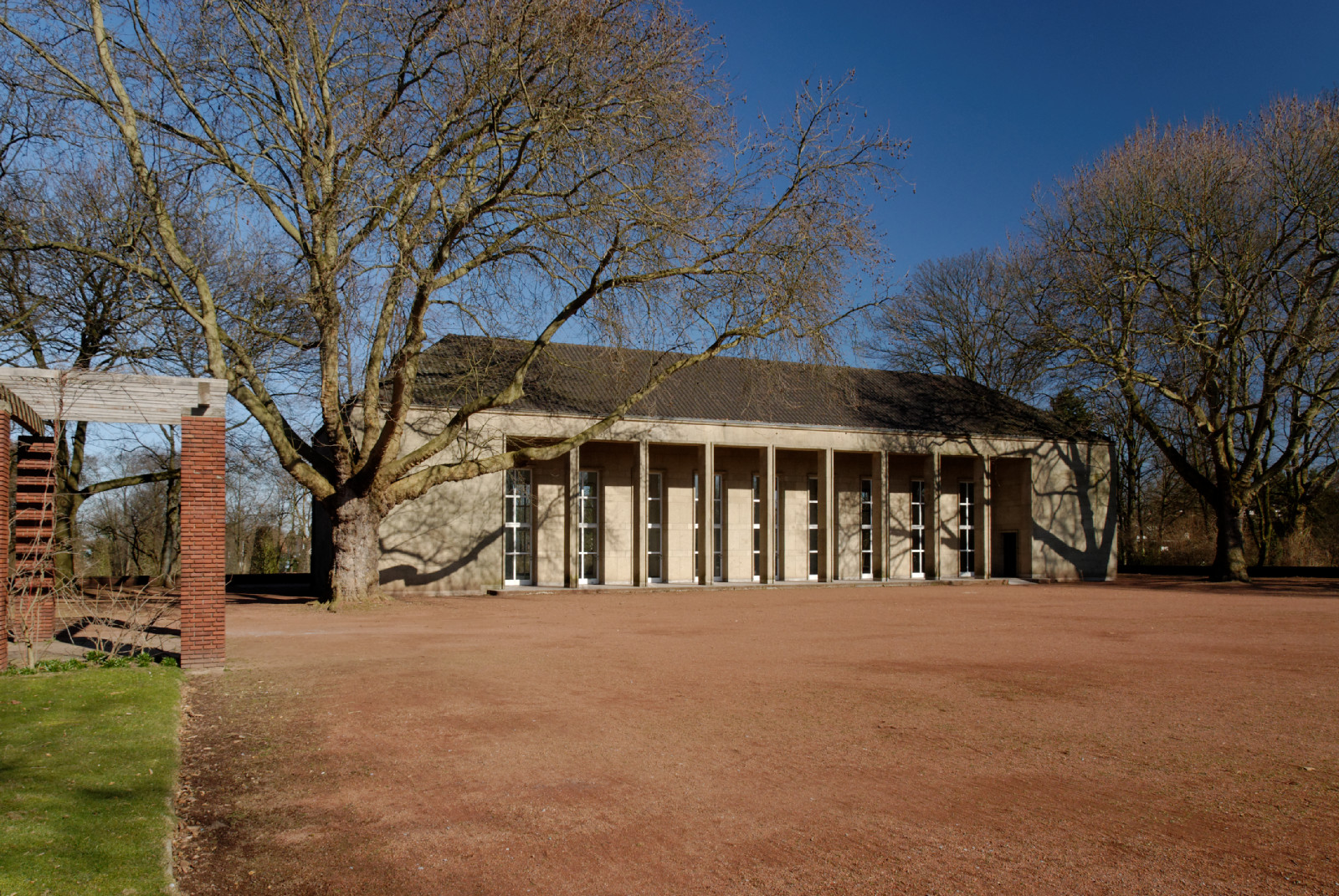
Neoklassizistische Ausstellungshalle von 1938 („Nordpark-Gartenhalle“), Architekt: Fritz Becker

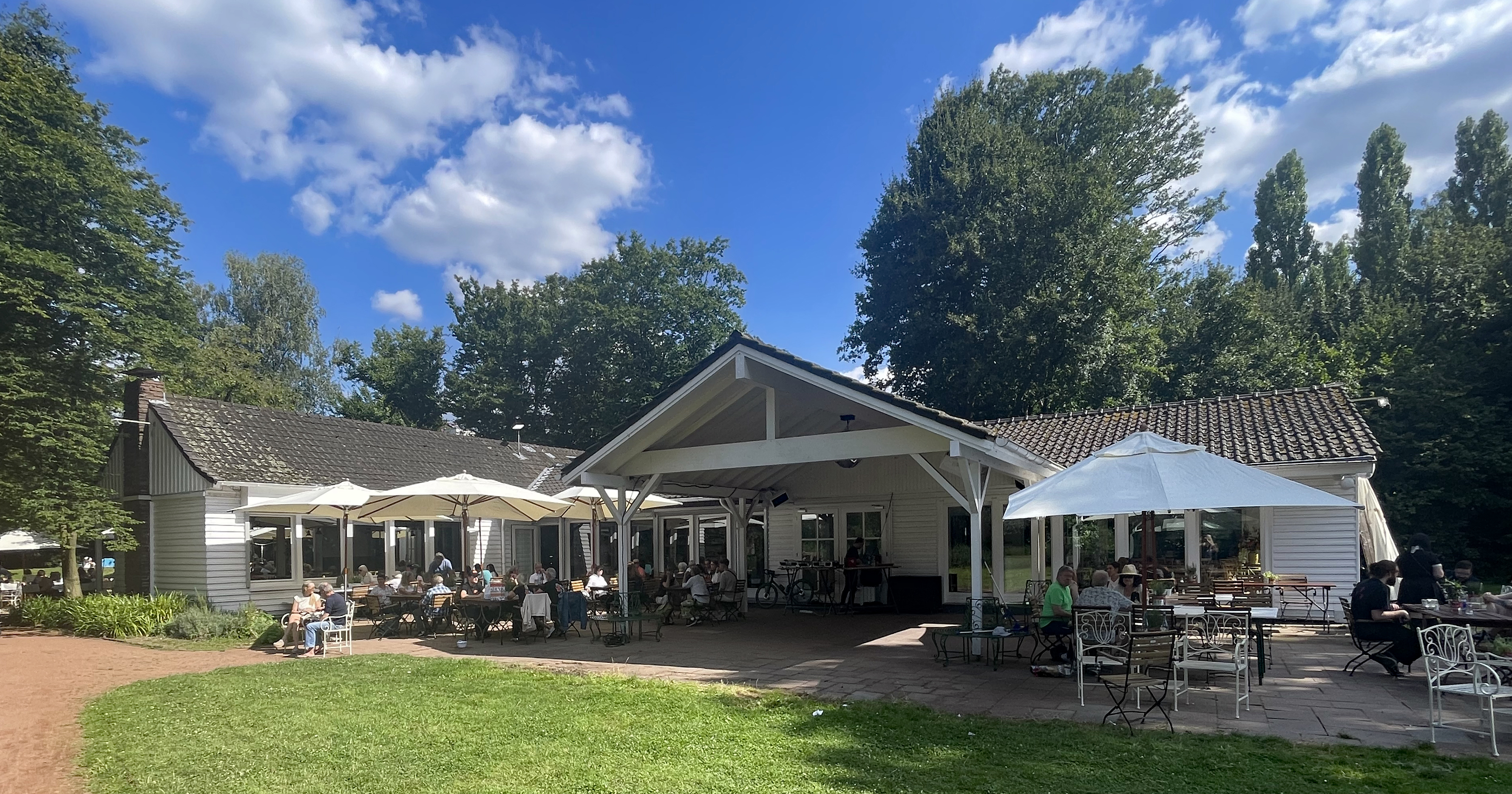
Nordparkcafe an einem Sonntag-Nachmittag im Juli 2024

Nach der Beschlagnahmung durch die britischen Streitkräfte wurde der Park zunächst als Erholungszentrum für britische Soldaten genutzt. Die öffentliche Nutzung wurde in einigen Teilen ab 1953 ermöglicht. In der Folge wurde der Park nach und nach wieder zugänglich. Die Ausstellungshallen wurden großenteils abgerissen, an ihren Standorten entstanden Blumenbeete. Die ursprüngliche Anlage des Parks wurde jedoch – bis auf den Abriss des Baus der Neuen Akademie (ab 1937 das Haus der Deutschen Arbeiterfront) – weitestgehend beibehalten.
Unter der Leitung vom Gartenamtsdirektor Ulrich Wolf wurde Ende der 1950er Jahre eine Reihe von Umgestaltungen im Nordpark vorgenommen. Mit der Planung von Teilbereichen wurde der junge Gartenarchitekt Georg Penker beauftragt. Er schuf mit dem „Sommerblumengarten“ ein Areal in der zeittypischen, asymmetrischen Formensprache. Als Schattenspender wurde eine lichte Pergola aus Bambushölzern errichtet. Diese ist heute durch eine Stahlkonstruktion, mit Kugeln und Blechwimpeln versehen, ersetzt. Im Kakteengarten stammen die beiden amphorenförmigen Vasen von der Keramikkünstlerin Gwendolyn Liselotte Blume (1914–1983), die in Sevelen bei Geldern eine Töpferei betrieb. Die beiden rechteckigen Schmuckvasen kamen aus Benrath und wurden zum Beginn der 1950er Jahre vom Keramikkünstler Claus Rudolf Barthelmess (1914–1983) entworfen und von dessen Sohn ausgeführt. Sie wurden auf der Gartenausstellung 1952–1953 im Benrather Schlosspark gezeigt und gelangten 1957/1958 ebenfalls in den Kakteengarten des Nordparks.

### Zeitgenössische Skulpturen
Seit den 1960er Jahren nutzt die Stadt das Areal, um zeitgenössische Skulpturen von internationalen Bildhauern wie André Bloc und George Rickey sowie von Künstlern der Düsseldorfer Kunstszene in den Park zu integrieren. Die Plastik des Künstlers André Bloc besteht aus in Form getriebenen Messingblechen, die miteinander verschweißt wurden. 1961 in der Galerie von Hella Nebelung im Ratinger Tor vorgestellt, wurde diese 1962 auf einen Kalksteinsockel im Kakteengarten aufgestellt.
Die Plastiken akzentuieren Blumenanlagen (Rickey), gliedern Flächen (Reusch) und Räume (Merten, Kerger, Kronenberg). Inzwischen findet sich im Nordpark als Gegengewicht zu den Skulpturen der 1930er Jahre ein breites Spektrum moderner, vorzugsweise abstrakter Kunst. Zur Eröffnung des Aquazoos stiftete der Heimatverein Düsseldorfer Jonges die Skulptur von Hans Breker. Die Arbeiten von Horst Rainer Kerger, Christian Kronenberg und Peter Schwickerath entstanden 1988 anlässlich der Ausstellung „D-88“ zum 700-jährigen Stadtjubiläum. Sie befanden sich ursprünglich in der Altstadt, wurden von der Stadt angekauft und anschließend im Nordpark aufgestellt. Die Skulpturen von Gregor Merten und Luis Guerrero sind Relikte einer Gemeinschaftsausstellung, die die Gruppe „Zyklon“ 1986 im Nordpark veranstaltete.

Zeitgenössische Kunstwerke im Nordpark
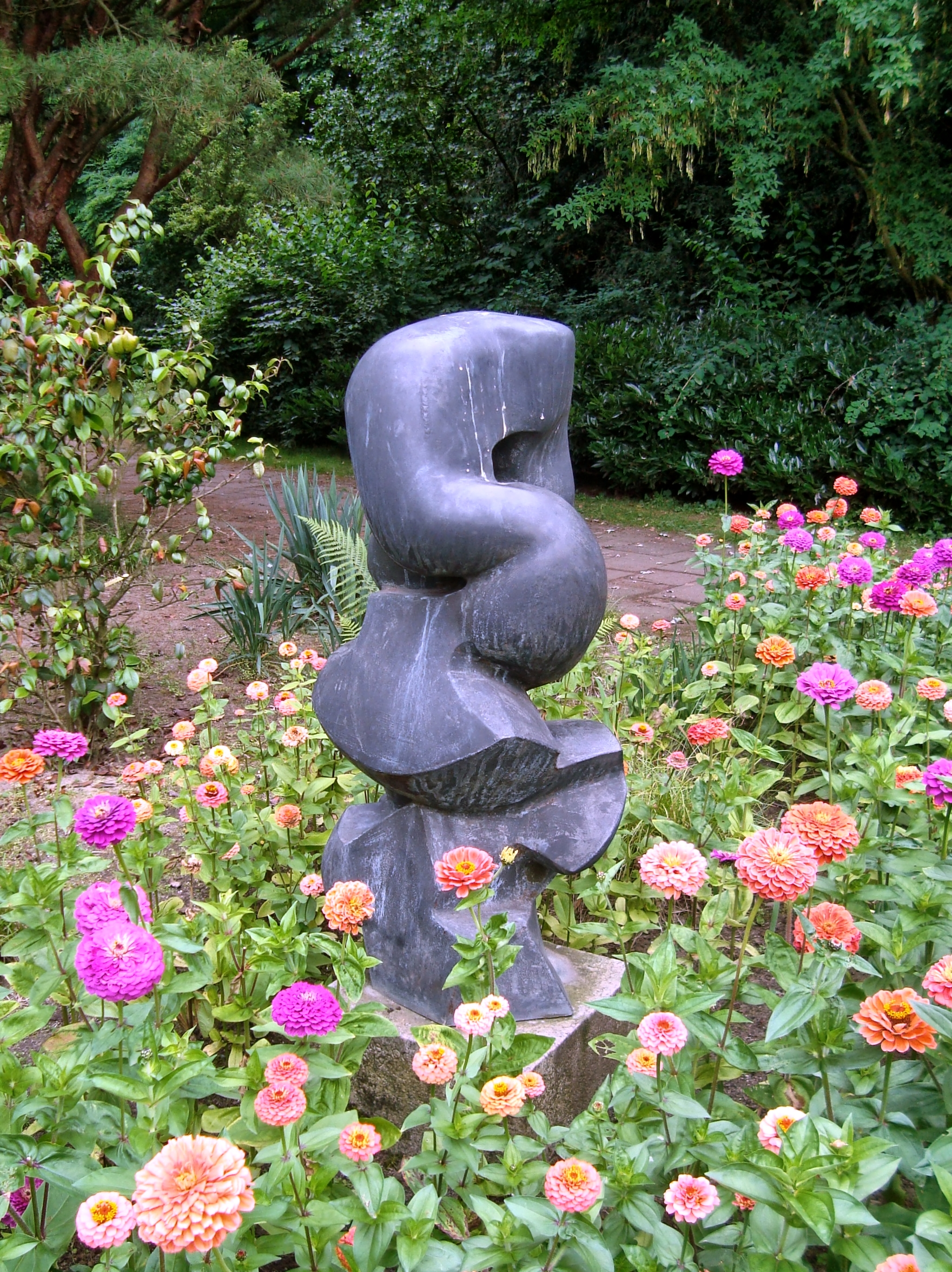
André Bloc: ohne Titel, 1961, im Kakteen- und Sommerblumengarten
George Rickey: Kinetische Plastik, 1966, im Blumenring
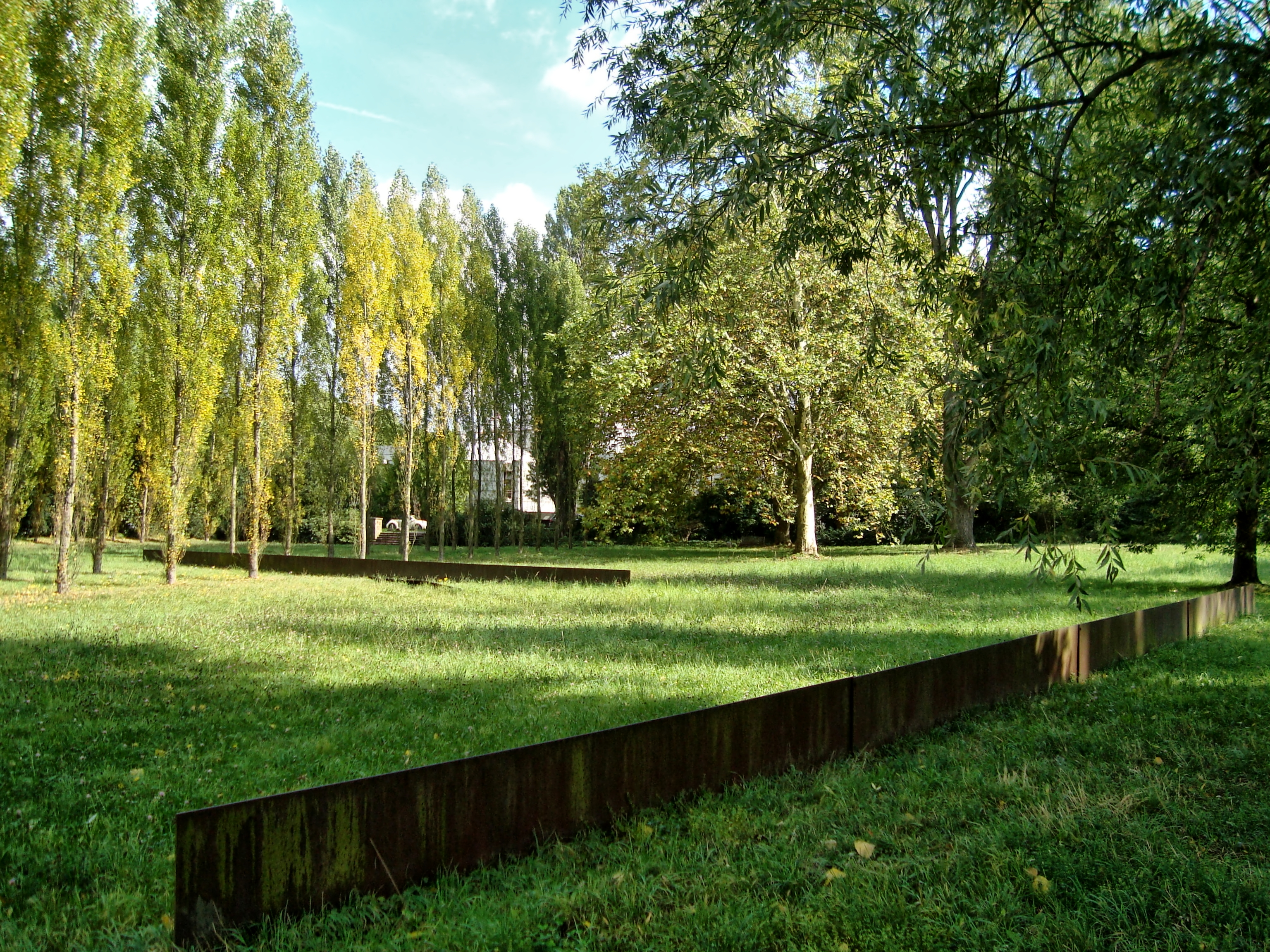
Erich Reusch: ohne Titel, 1977
Hagen Hilderhof: Kubus – gezogen und gedrückt, 1982
Gregor Merten: Mitriss, 1986

Luis Guerrero; Lochstein, 1986
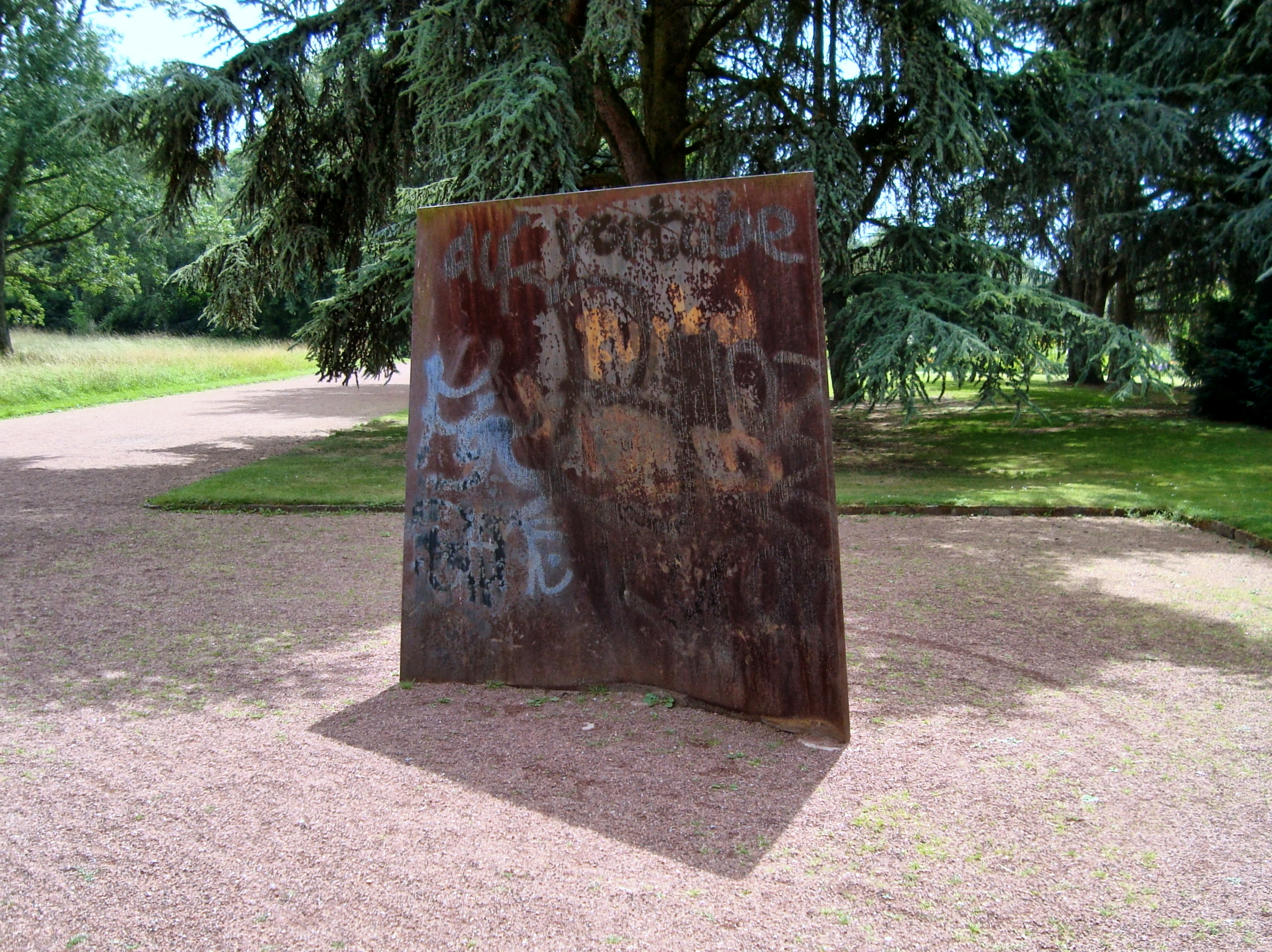
Peter Schwickerath: Knickung, 1987
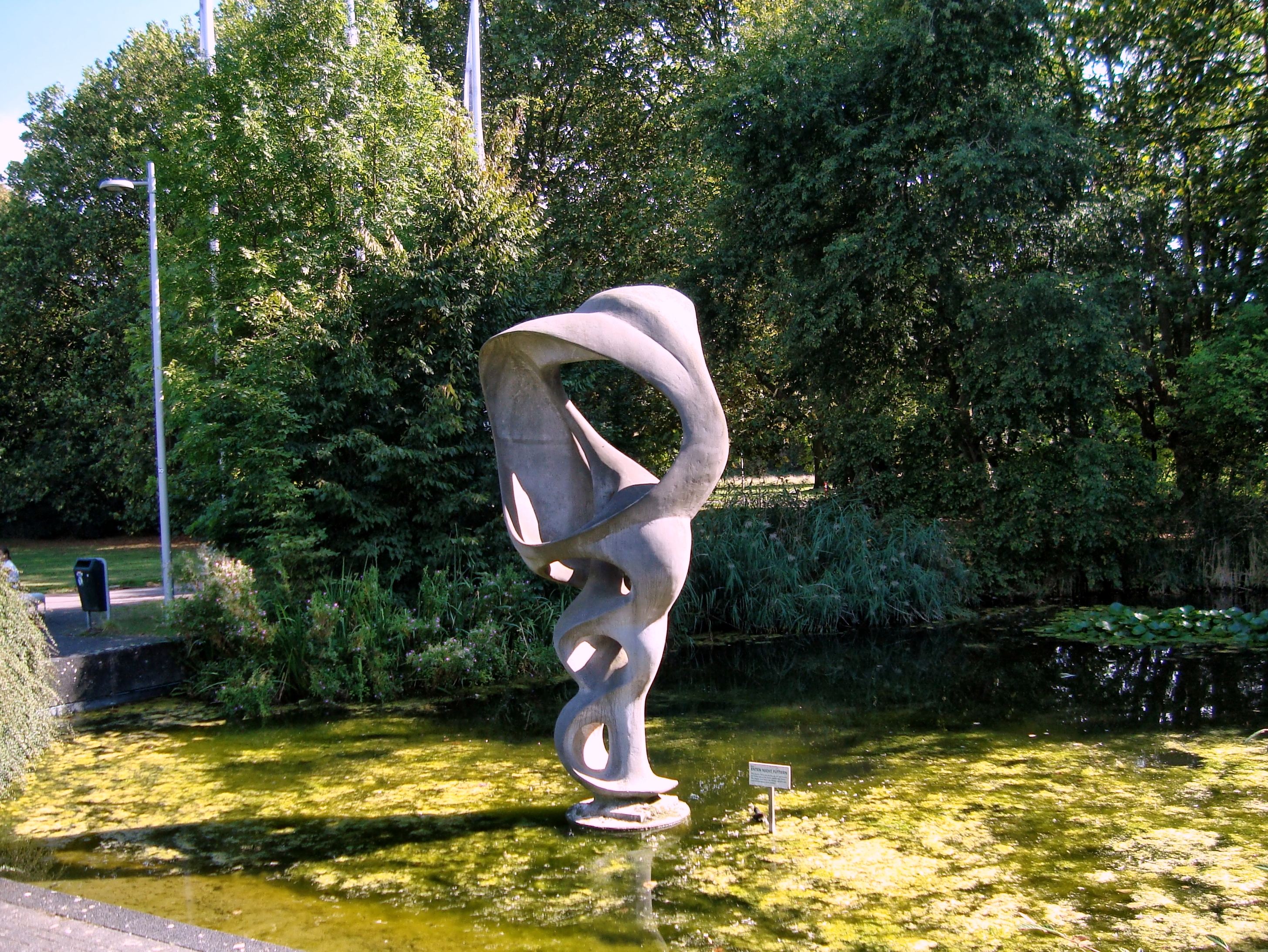
Hans Breker: Schneckenplastik, 1987
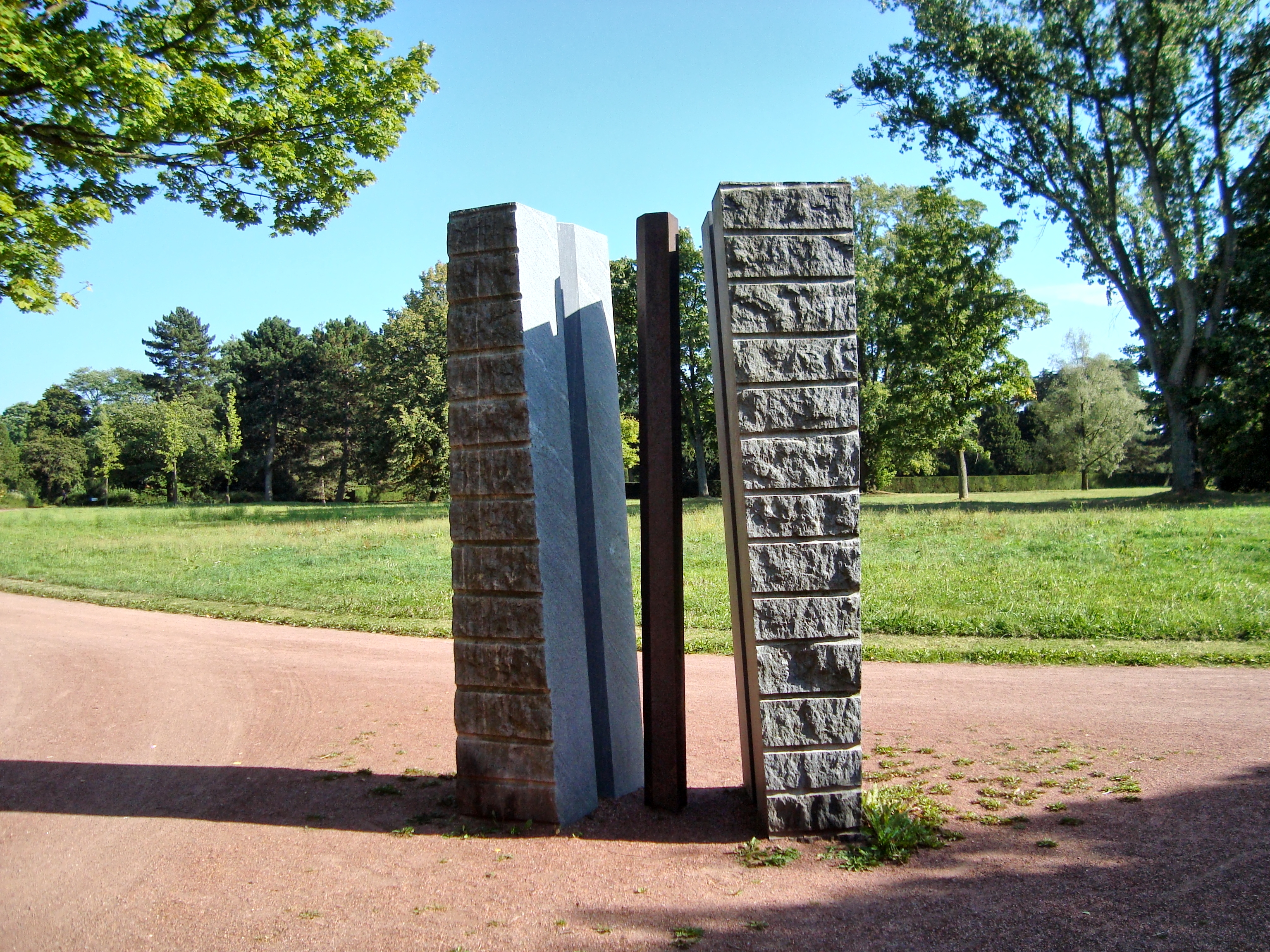
Christian Kronenberg: Durchgang, 1987
Horst Rainer Kerger: Baumstele, 1988